# Autobahnknoten Púchov
Der Autobahnknoten Púchov (slowakisch diaľničná križovatka Púchov) ist ein Autobahndreieck nahe der nordwestslowakischen Stadt Púchov und verknüpft die Autobahn D1 mit der Schnellstraße R6. Er befindet sich im mittleren Waagtal südöstlich von Beluša
Auf der D1 trägt der Knoten die Nummer 157. Ursprünglich hieß der Autobahnknoten Beluša nach dem nächstliegenden Ort, wurde aber nach 2014 in Púchov-juh („Púchov-Süd“) umbenannt und heißt heute schlicht Púchov. Das Stadtzentrum von Púchov ist etwa sieben Kilometer entfernt.

## Bauart
Der Knoten ist von der Bauform her als rechtsgeführte Trompete ausgeführt. Die D1 ist die durchgehende Straße mit 2 × 2 Fahrstreifen und Standstreifen, die R6 hat 2 × 1 Fahrstreifen mit der fast unmittelbar am Knoten liegenden Anschlussstelle Beluša-juh. Alle Rampen sind einstreifig. Sowohl die Rampen als auch die D1 werden zum Teil auf Brückenbauwerken geführt, um das Tal des Baches Kamenický potok sowie den Altarm der Pružinka zu überqueren.

## Betreuung
Der Knoten wird zur Gänze durch die staatliche Autobahngesellschaft Národná diaľničná spoločnosť, a. s. (kurz NDS) betreut, zuständig ist die Autobahnmeisterei Považská Bystrica.

## Geschichte

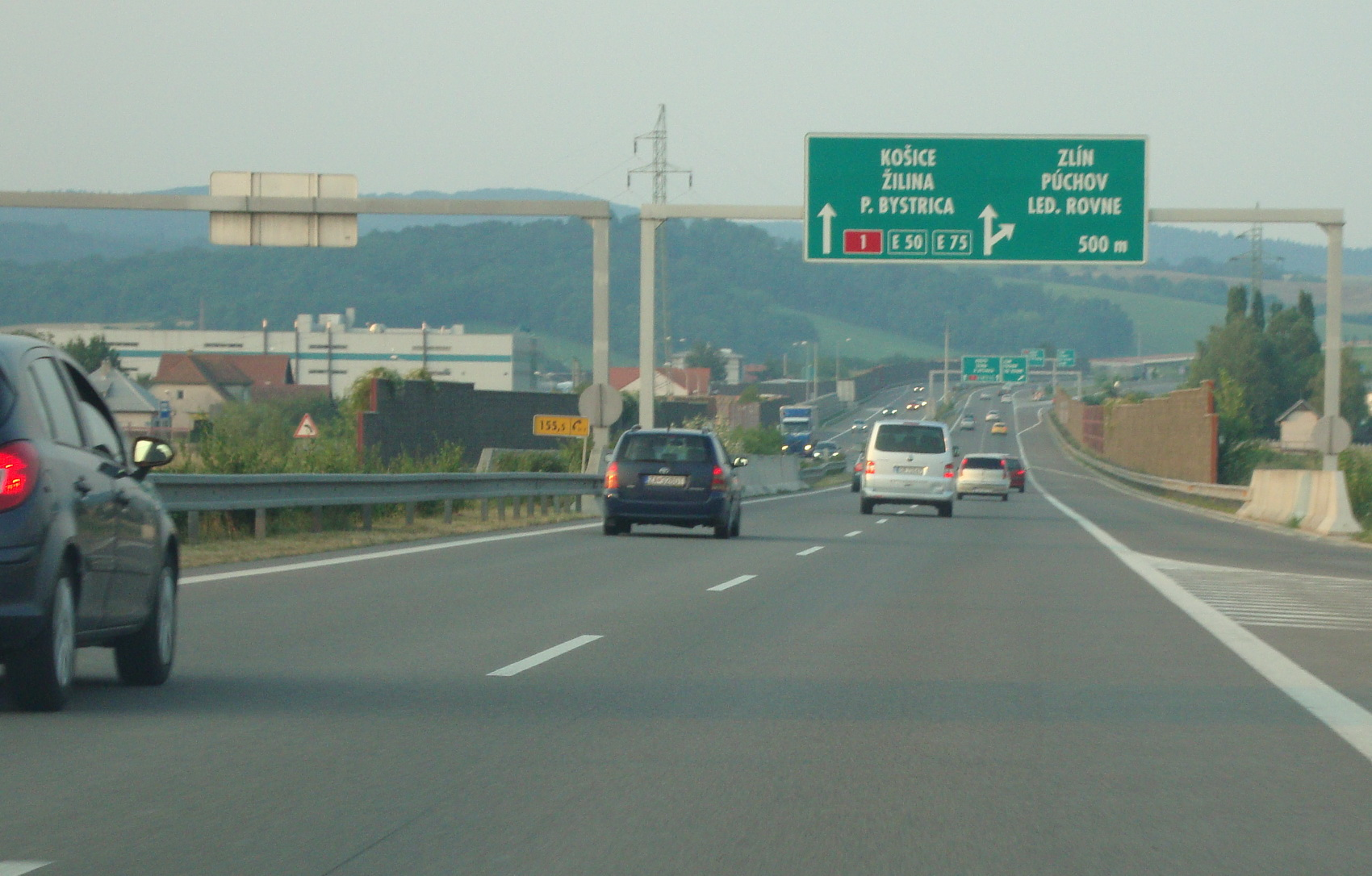
Ehemaliger Wegweiser vor dem Knoten

Das Autobahndreieck entstand ab dem Januar 1998 als Teil des 9,94 km langen Bauabschnitts Ladce–Sverepec der D1, inklusive des 6,56 km langen Zubringers (heute als R6 bzw. I/49a ausgeschildert) nach Púchov. Im Februar 1999 wurde der Bau eingestellt und im Juni 2002 wieder aufgenommen. Die 1,9 km lange Teilstrecke Ladce–Beluša mit einem Teil des Knotens sowie dem letzten Teil des Zubringers Púchov wurde am 26. August 2004 eröffnet, die vollständige Inbetriebnahme zusammen mit dem ganzen Bauabschnitt folgte am 9. Dezember 2005.